# Бакстон (Північна Кароліна)
Бакстон (англ. Buxton) — переписна місцевість (CDP) в США, в окрузі Дер штату Північна Кароліна. Населення — 1181 особа (2020).

## Географія
Бакстон розташований за координатами 35°15′43″ пн. ш. 75°32′16″ зх. д. / 35.26194° пн. ш. 75.53778° зх. д. (35.261971, -75.537703).  За даними Бюро перепису населення США в 2010 році переписна місцевість мала площу 7,73 км², з яких 7,67 км² — суходіл та 0,06 км² — водойми.

### Клімат
| Клімат : Бакстон        | Клімат : Бакстон | Клімат : Бакстон | Клімат : Бакстон | Клімат : Бакстон | Клімат : Бакстон | Клімат : Бакстон | Клімат : Бакстон | Клімат : Бакстон | Клімат : Бакстон | Клімат : Бакстон | Клімат : Бакстон | Клімат : Бакстон | Клімат : Бакстон |
| Показник                | Січ.             | Лют.             | Бер.             | Квіт.            | Трав.            | Черв.            | Лип.             | Серп.            | Вер.             | Жовт.            | Лист.            | Груд.            | Рік              |
| Середній максимум, °C   | 11,4             | 12,3             | 15,1             | 19,2             | 23,1             | 27,2             | 29,2             | 28,9             | 26,8             | 22,4             | 18,0             | 13,6             | 20,6             |
| Середня температура, °C | 7,7              | 8,4              | 11,2             | 15,4             | 19,7             | 24,1             | 26,3             | 26,1             | 23,9             | 19,2             | 14,5             | 9,9              | 17,2             |
| Середній мінімум, °C    | 3,9              | 4,6              | 7,3              | 11,7             | 16,3             | 21,1             | 23,4             | 23,2             | 20,9             | 15,9             | 11,1             | 6,3              | 13,8             |
| Норма опадів, мм        | 130              | 99               | 118              | 97               | 92               | 102              | 124              | 171              | 159              | 129              | 121              | 105              | 1447             |
| Вологість повітря, %    | 72.0             | 71.3             | 70.0             | 70.5             | 73.4             | 77.0             | 78.9             | 77.6             | 75.2             | 71.8             | 73.6             | 71.9             | 73.6             |
| ----------------------- | ---------------- | ---------------- | ---------------- | ---------------- | ---------------- | ---------------- | ---------------- | ---------------- | ---------------- | ---------------- | ---------------- | ---------------- | ---------------- |
| Джерело: PRISM          |                  |                  |                  |                  |                  |                  |                  |                  |                  |                  |                  |                  |                  |

## Демографія
Згідно з переписом 2010 року, у переписній місцевості мешкали 1273 особи в 512 домогосподарствах у складі 346 родин. Густота населення становила 165 осіб/км².  Було 830 помешкань (107/км²).
Расовий склад населення:
| - 94,7 % — білих - 0,5 % — чорних або афроамериканців - 0,2 % — корінних американців - 3,5 % — осіб інших рас |

До двох чи більше рас належало 1,3 %. Частка іспаномовних становила 11,5 % від усіх жителів.
За віковим діапазоном населення розподілялося таким чином: 22,6 % — особи молодші 18 років, 65,2 % — особи у віці 18—64 років, 12,2 % — особи у віці 65 років та старші. Медіана віку мешканця становила 39,8 року. На 100 осіб жіночої статі у переписній місцевості припадало 105,7 чоловіків;  на 100 жінок у віці від 18 років та старших — 101,4 чоловіків також старших 18 років.
Середній дохід на одне домашнє господарство  становив 50 927 доларів США (медіана — 33 021), а середній дохід на одну сім'ю — 53 711 долар (медіана — 45 972). За межею бідності перебувало 6,1 % осіб, у тому числі 5,2 % дітей у віці до 18 років та 0,0 % осіб у віці 65 років та старших.
Цивільне працевлаштоване населення становило 593 особи. Основні галузі зайнятості: фінанси, страхування та нерухомість — 18,9 %, роздрібна торгівля — 16,9 %, мистецтво, розваги та відпочинок — 12,3 %, транспорт — 11,3 %.